# Mindelheimer Köpfle
Das Mindelheimer Köpfle (auch Hüttenkopf) ist ein 2208 m hoher Nebengipfel der Sechszinkenspitze in den Allgäuer Alpen. Es liegt zwischen der Sechszinkenspitze im Nordosten und dem Angererkopf im Südwesten.
Auf das Mindelheimer Köpfle führt kein markierter Weg. Alle Anstiege erfordern Klettererfahrung. Aufgrund der Hüttennähe ist das Mindelheimer Köpfle wie die Sechszinkenspitze der Klettergarten der Mindelheimer Hütte.